# Gordon Gibson Sr.
Pour les articles homonymes, voir Gordon Gibson et Gibson.
James Gordon Gibson (28 novembre 1904-17 juillet 1986) est un homme d'affaires et politique canadien de la Colombie-Britannique. Il est député provincial libéral de la circonscription britanno-colombienne de Lillooet de 1953 jusqu'à sa démission en 1955, ainsi que de North Vancouver de 1960 à 1966.
Gibson était un baron du bois dont le surnom était Bull of the Woods (Taureau des bois) en raison de sa forte voix de bûcheron. Malgré une réputation de personnage grossier et buveur, il était considéré par bon nombre de bûcherons en raison de son intérêt pour eux à l'instar des grandes entreprises forestières. 

## Biographie
Né à Gold Bottom Creek près de Dawson au Yukon, Gibson grandit dans une famille de mineurs. Durant les années 1920, il dirige la Gibson Lumber and Shingle Company avec ses frères. Pendant la Grande dépression, la compagnie demeure active sur l'île de Vancouver, ainsi qu'autour de Vancouver et de Seattle.

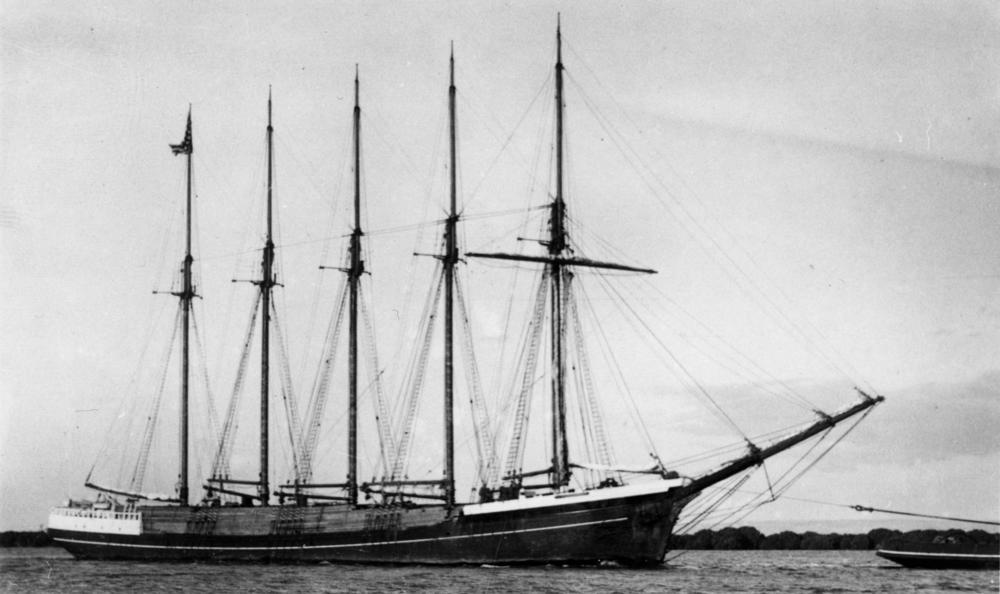
Schooner K.V. Kruse, construit en 1920 par Kruse and Banks à North Bend, Oregon.

Les Gibson finissent par posséder plus d'une quarantaine de bateaux, dont la goélette K.V. Kruse à cinq mâts de 2 000 tonnes. La famille possède également une station radio à North Vancouver. Gordon Gibson à également possédé un complexe hôtelier à Maui où il installe un totem subtilisé dans la baie de Nootka et qu'il place sur une base en béton sur laquelle il affirmait qu'il s'agissait du premier totem à survoler le Pacifique.
Gibson meurt d'un cancer du poumon le 17 juillet 1986 à West Vancouver à l'âge de 81 ans.
Le fils de Gibson, Gordon, est également homme politique provincial représentant North Vancouver-Capilano et chef du Parti libéral durant les années 1970.